# Термобар'єрне покриття

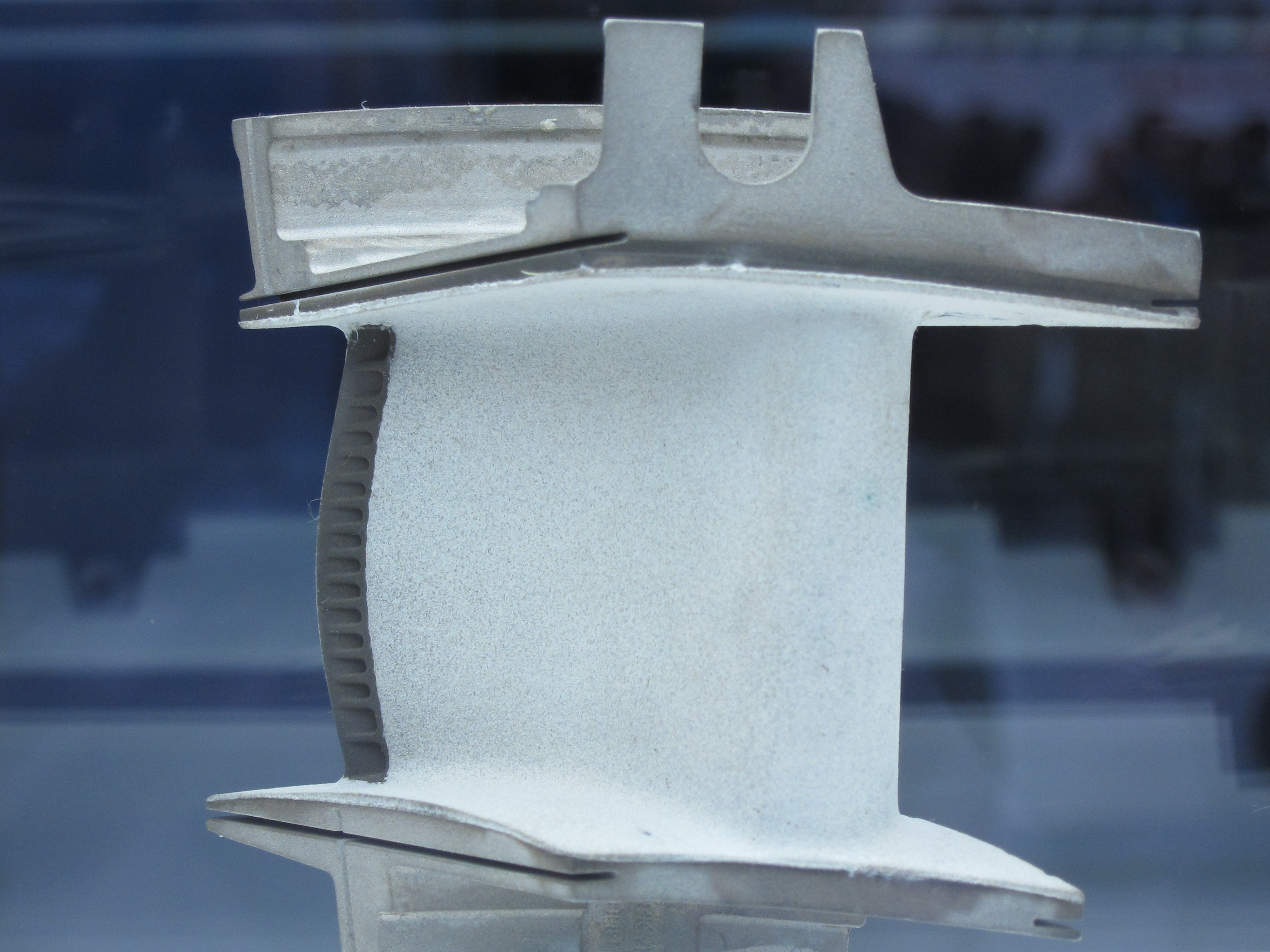
Теплозахисне покриття (білого кольору) на направляючій лопатці турбіни в турбовентиляторному двигуні V2500

Термічні бар'єрні покриття (Thermal barrier coating TBC) — це передові системи матеріалів, які зазвичай наносять на металеві поверхні деталей, що працюють при підвищених температурах, наприклад, камери згоряння та лопаті турбіни газових турбін, а також при управлінні теплом вихлопних газів автомобілів. Ці покриття з теплоізоляційних матеріалів товщиною від 100 мкм до 2 мм служать для ізоляції компонентів від великих і тривалих теплових навантажень і можуть витримувати значну різницю температур між несучими сплавами та поверхнею покриття. Таким чином, ці покриття можуть забезпечити більш високі робочі температури, одночасно обмежуючи термічний вплив конструктивних компонентів, подовжуючи термін служби деталей за рахунок зменшення окиснення та термічної втоми. У поєднанні з активним плівковим охолодженням, TBCs допускають температуру робочої рідини, вищу за температуру плавлення металевого профілю в деяких турбінах. У зв'язку зі збільшенням попиту на більш ефективні двигуни, що працюють при вищих температурах, з кращою довговічністю/терміном служби та тоншими покриттями для зменшення паразитної маси для обертових/рухомих компонентів, існує значна мотивація для розробки нових і вдосконалених TBC. Вимоги до матеріалів TBC подібні до вимог теплових екранів, хоча в останньому застосуванні коефіцієнт випромінювання має більшу важливість.

## Структура
Ефективний TBC повинен відповідати певним вимогам, щоб добре працювати в агресивних термомеханічних середовищах. Щоб впоратися з напругою теплового розширення під час нагрівання та охолодження, необхідна відповідна пористість, а також відповідне узгодження коефіцієнтів теплового розширення з металевою поверхнею, яку покриває TBC. Стабільність фази необхідна для запобігання значним змінам об'єму (які відбуваються під час змін фази), які призведуть до розтріскування або відколу покриття. У двигунах необхідна стійкість до окиснення, а також гідні механічні властивості для обертових/рухомих частин або частин, що контактують. Таким чином, загальні вимоги до ефективного TBC можна підсумувати як необхідність: 
- 1) висока температура плавлення.
- 2) відсутність фазового перетворення між кімнатною температурою та робочою температурою.
- 3) низька теплопровідність.
- 4) хімічна інертність.
- 5) аналогічне теплове розширення збігається з металевою підкладкою.
- 6) добре зчеплення з основою.
- 7) низька швидкість спікання для пористої мікроструктури.

Ці вимоги сильно обмежують кількість матеріалів, які можна використовувати, причому керамічні матеріали зазвичай можуть задовольнити необхідні властивості.

## Інтернет-ресурси
- High Temperature Coatings. Wadley research group. University of Virginia.